# Alice Prosser
Alice Prosser (* 2002) ist eine österreichische Schauspielerin.

## Leben und Werdegang
Ihre erste Rolle am Theater spielte Alice Prosser im Alter von acht Jahren an der Seite von Gert Voss als „Katharina“ in dem Duodrama Einfach Kompliziert von Thomas Bernhard. Das Stück wurde unter der Regie von Claus Peymann zwei Jahre lang am Akademietheater in Wien aufgeführt und als Gastauftritt im Théâtre de la Ville in Paris gespielt. Die Proben fanden unter anderem im Berliner Ensemble statt.
Von 2010 bis 2012 war Prosser Mitglied des Kinderchors der Volksoper Wien, wo sie in diversen Produktionen mitwirkte und unter anderem im Jahr 2012 in The Sound of Music die Rolle der „Martha Trapp“ verkörperte.
In den Jahren 2016 bis 2019 wirkte sie in Produktionen der Jungen Burg im Rahmen des Wiener Burgtheaters mit. In der Spielzeit 2020/2021 verkörperte Alice Prosser die Rolle der „Svenja“ in der Burgtheaterproduktion Kriegerin nach dem mehrfach ausgezeichneten Spielfilm von David Wnendt. Prosser wurde für ihre schauspielerische Darbietung von der Tageszeitung DiePresse positiv herausgehoben.
Erste Kameraerfahrung sammelte sie bereits im Alter von sieben Jahren bei Produktionen für die Kinderprogrammschiene des ORF Okidoki. Dabei war sie unter anderem in der Rolle eines Detektivkindes in mehreren Folgen von Tom Turbo gemeinsam mit Thomas Brezina zu sehen. Im Alter von fünfzehn Jahren spielte sie in der Online-Serie ZETT auf PULS4 die Rolle der „Emma Neuer“. Die Serie wurde von Breitwandfilm unter der Regie von Paul Harather produziert. Diese Coming-of-Age-Serie folgte dem Prinzip der schwedischen Erfolgsserie Skam. 2018 wurde ZETT auf dem New York Television Festival in New York gezeigt.
Von 2021 bis 2025 absolvierte sie ihr Schauspielstudium an der Filmuniversität Babelsberg Konrad Wolf . Ihr Filmdebüt gab sie 2018 in der ORF-ARD-Co-Produktion des Fernsehfilms Der beste Papa der Welt als „Kristina Köhler“ an der Seite von Oliver Mommsen, Philipp Hochmair und Hilde Dalik. Die Regie führte Sascha Bigler, mit dem Alice Prosser im Frühjahr 2019 auch die Stadtkomödie Der Fall der Gerti B. drehte, in welchem sie die „Gerti Bruckner“ im Jahr 1978 darstellt. In weiteren Rollen sind unter anderem Christiane Hörbiger, Susi Stach, Karl Fischer und Cornelius Obonya zu sehen. Seit 2024 ist Alice Prosser in dem Serien Spin-off „Die Fälle der Gerti B.“ in einer durchgehenden Hauptrolle der „Gerti Bruckner“ im Jahr 1982 zu sehen.
In dem Kinospielfilm Corsage von Marie Kreutzer verkörpert Alice Prosser die Rolle der Anna Nahowski, die Geliebte des Kaiser Franz Joseph, gespielt von Florian Teichtmeister. Der Film wurde im Mai 2022 auf den 75. internationalen Filmfestspielen von Cannes in der Kategorie Un Certain Regard uraufgeführt. Die deutsche Premiere fand im Juni desselben Jahres als Eröffnungsfilm beim Filmfest München statt, die Kinoveröffentlichung folgte ein Monat später. Der Film lief auf weiteren internationalen Filmfestivals, zum Beispiel in New York City und Toronto und wurde im September 2022 als österreichischer Kandidat für die Oscarverleihung 2023 ausgewählt. 

## Filmografie (Auswahl)
- 2011–2012: Kinderserien des ORF
- 2019: Der beste Papa der Welt (Fernsehfilm)
- 2019: Der Fall der Gerti B. (Fernsehfilm)
- 2019: Soko Donau – Angeltrip (Fernsehserie)
- 2020: Wischen ist Macht (Fernsehserie)
- 2020: Soko Kitzbühel – Verlassen (Fernsehserie)
- 2020: Dystopian Girl (Experimentalfilm)
- 2020: Der Erbsenzähler (Kurzfilm)
- 2020: Das Glück ist ein Vogerl (Fernsehfilm)
- 2021: Familiensache (Fernsehserie)
- 2021: Landkrimi – Steirerrausch (Fernsehreihe)
- 2021: Ab Ins Kalte Wasser (Mittellanger Spielfilm)
- 2022: Universum History – The Battle for the Continent (Dokumentarspielfilm)
- 2022: Corsage (Kinospielfilm)
- 2023: Schnell ermittelt – Lisa Migusch (Fernsehserie)
- 2023: SOKO Linz – Die Erde braucht uns (Fernsehserie)
- 2024: Aufstand im Bordell (Fernsehfilm)
- 2024: Die Fälle der Gerti B. (Fernsehserie)
- 2024: Die schönste Bescherung (Fernsehfilm)
- 2025: Levi Strauss und der Stoff der Träume (Fernsehserie)
- 2025: Gerry Star (Fernsehserie)
- 2025: SOKO Köln Dartking (Fernsehserie)
- 2025: Die Toten vom Bodensee – Das Geisterschiff (Fernsehreihe)
- 2025: Nach Hause (Kurzfilm)
- 2025: Tilla Eulenspiegel (Kurzfilm)

## Theaterproduktionen
- 2011–2012: „Einfach Kompliziert.“ von Thomas Bernhard – Bauernmädchen Katharina – Regie: Claus Peymann
- 2011: „Der Evangelimann“ von Wilhelm Kienzl – Bettlermädchen – Regie: Josef Ernst Köpplinger
- 2012: „The Sound of Music“ von Rodgers und Hammerstein – Martha Trapp – Regie: Renaud Doucet
- 2014: „Ich hab's satt“ von Nika Sommeregger – Jugendliche – Regie: Nika Sommeregger
- 2016: „Die besseren Wälder“ von Martin Baltscheit – junger Ferdinand – Regie: Katrin Artl (junge Burg)
- 2017: „Europisch“ von Katrin Artl – Europa (Tochter des Agenor) – Regie: Katrin Artl (junge Burg)
- 2018: „Zarte Bande“ von Katrin Artl – Jugendliche – Regie: Katrin Artl (junge Burg)
- 2019: „Die Dreigroschenoper“ von Bertolt Brecht – Jonathan Jeremiah Peachum – Regie: Eva Reinold
- 2019: „Agnes' Geheimnis“ von Triantafilia Siegl – Maxi – Regie: Triantafilia Siegl
- 2020–2021: „Kriegerin“ von David Wnendt – Svenja – Regie: Anja Sczilinski
- 2024: „Oh Baby“ - Lana - Regie: Fe Freundner
- 2024: „Neben an“ von Daniel Kehlmann - Fan - Regie: Ulrich Waller